# Christian Samir Martínez
Christian Samir Martínez Centeno (La Ceiba, Atlántida, Honduras, 8 de septiembre de 1990) es un futbolista hondureño. Juega como delantero y su equipo actual es el Real Sociedad de la Liga Nacional de Honduras.

## Trayectoria
Por intermedicianes del agente peruano radicado en Uruguay, Pablo Betancur, el 15 de junio de 2007 su ficha la adquirió el Cagliari Calcio de Italia por €600.000 junto con la del uruguayo Sebastián Rosano e inmediante fue cedido al Peñarol. Un año más tarde, el Rio Ave de Portugal lo incorporó en sus filas como préstamo por seis meses. Posteriormente, es cedido a los clubes uruguayos Central Español y Cerro, pero no alcanzó a tener éxito en ninguno de estos dos clubes. Prosiguió su carrera en la Liga Nacional de Honduras, destacando sus pasos por tres de los cuatro grandes: Real España, Motagua y Marathón. Actualmente milita en el Juticalpa F.C.

## Selección nacional
Ha sido internacional con la Selección de fútbol de Honduras en dos ocasiones. Debutó el 4 de septiembre de 2010 en un partido amistoso contra la El Salvador. También hizo procesos juveniles con la Sub-17.

### Participaciones en Copas del Mundo Juveniles
| Mundial                     | Sede          | Resultado      | Partidos | Goles |
| --------------------------- | ------------- | -------------- | -------- | ----- |
| Copa Mundial Sub-17 de 2007 | Corea del Sur | Fase de grupos | 3        | 1     |

## Clubes
| Club                     | País     | Año             |
| ------------------------ | -------- | --------------- |
| Victoria                 | Honduras | 2007            |
| Cagliari                 | Italia   | 2007            |
| Peñarol (cesión)         | Uruguay  | 2007 - 2008     |
| Rio Ave (cesión)         | Portugal | 2008            |
| Central Español (cesión) | Uruguay  | 2009            |
| Cerro (cesión)           | Uruguay  | 2009 - 2010     |
| Real España              | Honduras | 2010 - 2011     |
| Deportes Savio (cesión)  | Honduras | 2011            |
| Real España              | Honduras | 2012            |
| Motagua                  | Honduras | 2012 - 2013     |
| Vida                     | Honduras | 2013 - 2014     |
| Marathón                 | Honduras | 2014 - 2015     |
| Juticalpa F. C.          | Honduras | 2015            |
| Real Sociedad            | Honduras | 2016            |
| Social Sol               | Honduras | 2016 - 2017     |
| Universidad Pedagógica   | Honduras | 2018            |
| Real Sociedad            | Honduras | 2019 - Presente |

## Palmarés

### Campeonatos nacionales
| Título                    | Club        | País     | Año  |
| ------------------------- | ----------- | -------- | ---- |
| Liga Nacional de Honduras | Real España | Honduras | 2010 |